# Lorraine Ashbourne
Pour les articles homonymes, voir Ashbourne.
Lorraine Ashbourne est une actrice britannique née le 7 janvier 1961 à Manchester en Angleterre.

## Filmographie

### Cinéma
- 1988 : Distant Voices, Still Lives : Maisie
- 1988 : The Dressmaker : la fille de l'usine
- 1989 : Resurrected : Reeva
- 1995 : Jack et Sarah : Jackie
- 1997 : Carton jaune : la mère de Paul
- 2000 : Jump : Pat
- 2001 : The Martins : Lil
- 2005 : King Kong : l'actrice de théâtre
- 2006 : After 8 : Katrina
- 2008 : A Bunch of Amateurs : Jane Jarvis
- 2010 : Oranges and Sunshine : Nicky
- 2010 : Thorne: Scaredycat : Ruth Brigstocke
- 2013 : Le Géant égoïste : Marion
- 2015 : Enfant 44 : Anna
- 2016 : Adult Life Skills : Marion
- 2016 : Bunny and Clive : Bunny
- 2016 : Un chat pour la vie
- 2017 : Breathe : la première femme
- 2018 : The Bind : Ruth
- 2019 : Music of My Life : Kathy
- 2019 : The Corrupted : Pam Cullen
- 2020 : A Christmas Carol : Mme Cratchit et la femme de ménage
- 2022 : Allelujah : Mme Earnshaw
- 2022 : Avant, j'étais célèbre : Cheryl
- 2024 : Le Seigneur des anneaux : La Guerre des Rohirrim

### Télévision
- 1987-1994 : Casualty : Sandy et Teresa England (2 épisodes)
- 1987-1996 : The Bill : Jenny Longden, Maria et Shirley Briggs (4 épisodes)
- 1988 : La Brigade du courage : Sue (1 épisode)
- 1995 : Médecins de l'ordinaire : Tina Greaves (2 épisodes)
- 1998-2002 : Playing the Field : Geraldine Powell-Web (31 épisodes)
- 2006 : Jane Eyre : Mme Fairfax (4 épisodes)
- 2007 : The Street : Cath Hanley (2 épisodes)
- 2009 : Londres, police judiciaire : Maureen Walters (1 épisode)
- 2010 : Moving On : Treena (1 épisode)
- 2012 : Public Enemies : Marion Sharmer (3 épisodes)
- 2012 : Homefront : Cheryl Davies (2 épisodes)
- 2012-2015 : Flics toujours : Moira Wright et Vicky Collins (2 épisodes)
- 2014-2021 : Affaires non classées : Rachel Klein et Michelle Lafferty (4 épisodes)
- 2015 : Inside No. 9 : Carol (1 épisode)
- 2015 : The Interceptor : Valerie (8 épisodes)
- 2015 : London Spy : Mme Turner (2 épisodes)
- 2016 : Jericho : Lace Polly (8 épisodes)
- 2017 : Unforgotten : Tessa Nixon (6 épisodes)
- 2017 : Grantchester : Cora Maguire (1 épisode)
- 2017 : Maigret : Rosa Alfonsi (1 épisode)
- 2018 : Inspecteur Barnaby : Daniella Bellini (1 épisode)
- 2019 : Obsession (Cheat) : Angela (4 épisodes)
- 2019 : The Crown : Barbara Castle (5 épisodes)
- 2020-2022 : La Chronique des Bridgerton : Mme Varley (13 épisodes)
- 2021 : Les Enquêtes de Vera : Barbara Tullman (1 épisode)
- 2021 : Alma's Not Normal : Joan (6 épisodes)
- 2022 : Sherwood : Daphne Sparrow (6 épisodes)